# Matenge
Matenge is een dorp in het district North-East in Botswana. De plaats telt 422 inwoners (2011).